# North Courtland
North Courtland – miasto w Stanach Zjednoczonych, w stanie Alabama, w hrabstwie Lawrence. W roku 2023 miasto zamieszkiwało 490 osób, a gęstość zaludnienia wynosiła 376,9 osoby/km².